# Criodion subpubescens
Criodion subpubescens är en skalbaggsart som beskrevs av Martins och Monné 2005. Criodion subpubescens ingår i släktet Criodion och familjen långhorningar. Inga underarter finns listade i Catalogue of Life.